# Murat II.
Murat II. (osmansko turško مراد ثاني‎ - Murâd-ı sânî, turško   İkinci Murat), sultan Osmanskega cesarstva od leta 1421 do 1451, razen od leta 1444 do 1446, * junij 1404, Amasya, severna Anatolija, † 3. februarja 1451, Edirne, Osmansko cesarstvo. 
Za obdobje njegove vladavine so značilne dolgoletne vojne s krščanskimi narodi na Balkanu in turškimi emirati v Anatoliji, ki so trajale 25 let. 

## Življenjepis
Odrasel je v Amasyji in po smrti očeta Mehmeda I. nasledil osmanski prestol. Njegova mati je bila valide sultan (mati vladajočega sultana) Emine Hatun, hčerka dulkadirskega vladarja Sulejman Bega in tretja žena njegovega očeta. Poroka z Mehmedom I. je bila sklenjena zaradi utrditve zavezništva med cesarstvom in Dulkadirskim emiratom.
Ob prihodu na prestol je imel komaj 17 let. Kmalu zatem je bizantinski cesar Manuel II. Paleolog osbobodil kandidata za osmanski prestol Mustafa Çelebija in ga proglasil za zakonitega naslednika sultana Bajazida I. (1389-1402), v zameno pa bi po njegovem prihodu na oblast dobil več pomembnih osmanskih mest. Mustafa se je s svojo vojsko izkrcal na osmanskem evropskem ozemlju in na začetku hitro napredoval. Porazil in ubil je Muratovega generala Bajazid Pašo in se v Odrinu razglasil za sultana. Z veliko vojsko je nato prečkal Dardanele in bil poražen. Pobegnil je v Galipoli, kjer ga je Murat s pomočjo Genovežanov ujel in usmrtil. 
Leta 1421 sestavil novo armado, imenovano azeb, sestavljeno iz lahke pehote in mornarice in leta 1422 začel oblegati Konstantinopel. Bizantinci so med obleganjem sklenili zavezništvo z nekaterimi  neodvisnimi turškimi anatolskimi emirati in naščuvali k uporu Muratovega mlajšega brata Mustafa, ki je imel komaj trinajst let. Uporniki so začeli oblegati Burso in Murat je moral prekiniti obleganje Konstantinopla. Mustafa so ujeli in usmrtili, uporniške emireat Aydın, Germiyan, Menteşe in Teke pa priključili Osmanskemu cesarstvu. 
Murat II. je zatem napovedal vojno Beneški republiki, Karamanidskemu emiratu v Kilikiji, Srbiji in Ogrski. Karamanide je porazil leta 1428, Benečani pa so se umaknili leta 1432 po drugem obleganju Soluna leta 1430. V 1430. letih je Murat osvojil obsežna ozemlja na Balkanu in leta 1439 pripojil Srbijo. Leta 1441 se je srbsko-ogrski koaliciji pridružilo Sveto rimsko cesarstvo, Poljska in Albanija.
Leta 1444 je odstopil v korist svojega sina Mehmeda II.. Njegov odstop je povzročil upor janičarjev, ki ga je prisilil, da se je vrnil na prestol. V bitki pri Varni je 11. novembra 1444 prepričljivo porazil krščansko  koalicijsko vojsko pod poveljstvom Jánosa Hunyadija. 
Leta 1448 je v drugi bitki na Kosovskem polju ponovno porazil krščansko koalicijsko vojsko in zavaroval balkansko fronto, potem pa se je obrnil proti vzhodu proti Timur Lenkovemu sinu Šāh Ruhu ter karamanidskemu in çorum-amasijskenu emiratu. Leta 1450 je odšel na vojni pohod v Albanijo, da bi zatrl upor pod vodstvom Skenderbega in neuspešno oblegal trdnjavo Krujë. 
Pozimi leta 1450-1451 je zbolel in v Odrinu umrl. Nasledil ga je sin Mehmed II..